# ライモンダ
『ライモンダ』（露: Раймонда, Raymonda）は、マリウス・プティパ振付による全3幕4場のバレエ作品。アレクサンドル・グラズノフ作曲（作品57）。
1898年、サンクトペテルブルクのマリインスキー劇場で初演された。第3幕で演じられる「グラン・パ・クラシック」（「ライモンダのパ・ド・ディス」とも）が有名であり、しばしば独立して上演されている。

## あらすじ
シヴィリ・デ・ドリス伯爵夫人の姪であり、美女と名高いライモンダの誕生祝いの席で、婚約者のジャン・ド・ブリエンヌがスカーフを贈る。ハンガリー王アンドレ二世とともに十字軍に出征するジャンを見送ったあと、ライモンダが彼を想いながら部屋でひとりリュートを弾いていると、ドリス邸の危機に現れるという「白い貴婦人」が現れ、ジャンの幻を見せる。ライモンダがジャンの幻と踊っていると、見知らぬ男が現れライモンダに求愛する。ライモンダが飛び起きると、すべては夢であった。
パーティの夜、夢に現れた男がライモンダに熱烈に求愛する。サラセンの王子アブデラフマンだった。ライモンダは相手にしないが（ジャンとアブデラフマンとの間で揺れ動くという解釈をする版もある）、そこへジャンが帰還し、婚約者を賭けてアブデラフマンと決闘する。アブデラフマンに勝ったジャンとライモンダは、アンドレ二世の前で結婚式を挙げる。

## 上演の歴史
省略なしの 『ライモンダ』 は、バレエ史を通じて幾度となく姿を現している。著名なものを挙げると、ミハイル・フォーキン振付のバレエ・リュスによるもの（1909年）、アンナ・パヴロワと彼女のバレエ団によるもの（1914年）、ジョージ・バランシンとアレクサンドラ・ダニロワ率いるバレエ・リュス・ド・モンテカルロによるもの（1946年）、コンスタンチン・セルゲーエフとキーロフ・バレエによるもの（1948年）、ルドルフ・ヌレエフ振付のアメリカン・バレエ・シアターによるもの（1975年）とパリ・オペラ・バレエによるもの（1983年）、ユーリー・グリゴローヴィチ振付のボリショイ・バレエ団によるもの（1984年）、アンナ＝マリー・ホームズ振付（2幕に改訂されている）のフィンランド国立バレエ団によるもの（2004年）、およびこの改訂版のアメリカン・バレエ・シアター（2004年）とオランダ国立バレエ団によるもの（2005年）などがある。
『ライモンダ』から数曲を抜粋した作品は世界中に多数存在する。特に第3幕の「グラン・パ・クラシック」（Grand Pas Classique Hongrois）からの抜粋が多い。抜粋作品の中で著名なものとしては、ジョージ・バランシン演出のニューヨーク・シティ・バレエ団によるもの（1955年、1961年、1973年）、ルドルフ・ヌレエフ演出のロイヤル・バレエ・ツーリング・カンパニーによるもの（1964年）、およびミハイル・バリシニコフ演出のアメリカン・バレエ・シアターによるもの（1980年、1987年）などがある。

## 楽曲構成

### 第1幕

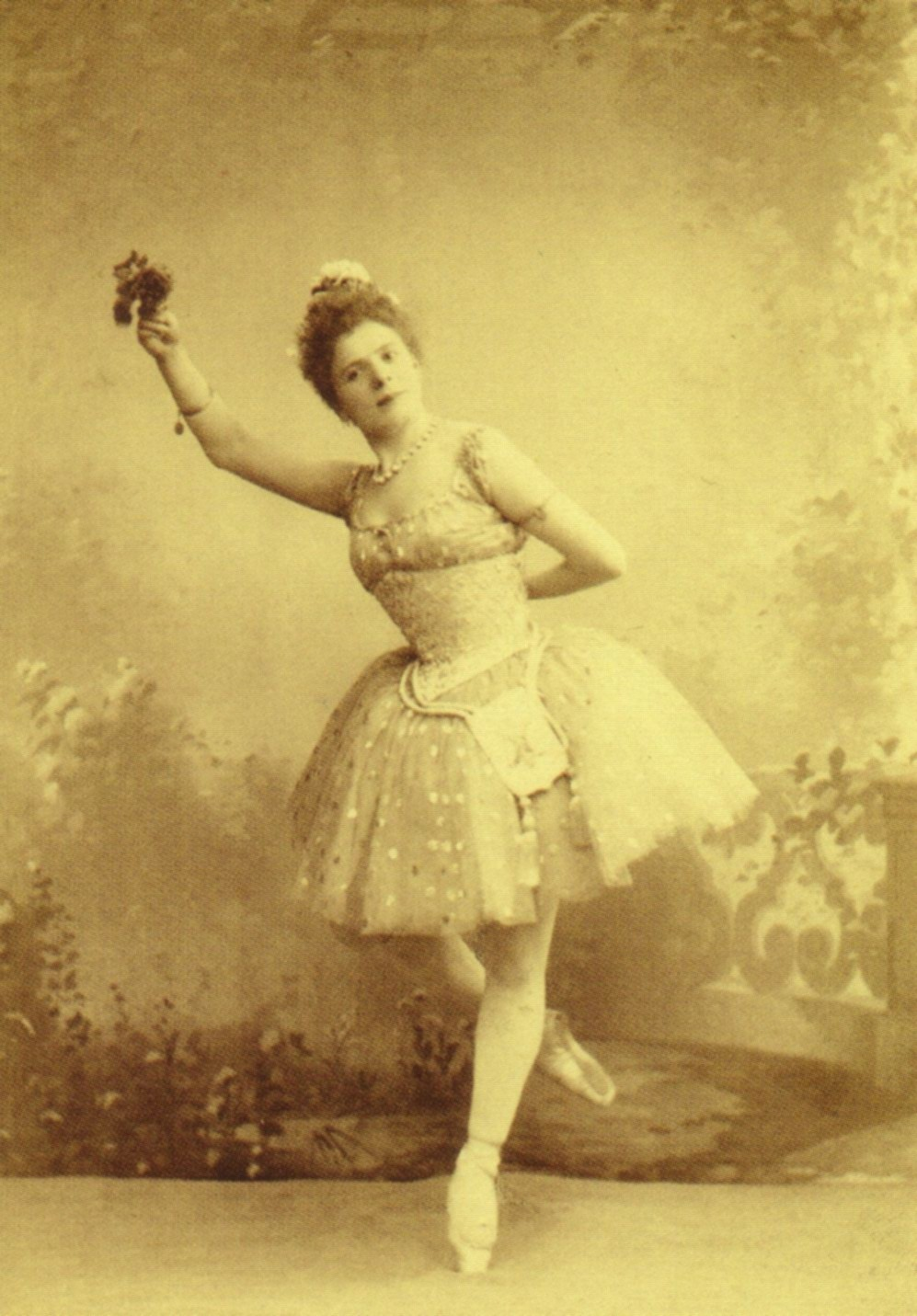
ライモンダ役を初演したP・レニャーニ（1898年）

#### 第1場 ライモンダの祝宴La fête de Raymonda
- no.1 序曲 Introduction
- no.2 演技と踊り Jeux et danses —
a. 第一景 Scène première
b. La traditrice
c. Arrivée de Sybille
d. 踊りの再開 Reprise de la danse
e. シーン・ミミック Scène mimique
f. Récit de Sybille
g. La moquerie de Sybille
- no.3 アントレー Entrée —
a. ライモンダ登場の先触れAnnonce de l'arrivée de Raymonda
b. ライモンダ登場の支度 Préparation de l'arrivée de Raymonda
c. ライモンダ登場 Entrée de Raymonda
- no.4 ジャン・ド・ブリエンヌの手紙 La lettre de Jeanne de Brienne
- 挿入 - アブデルラフマンの入場 interpolation - Entrée d'Abderakhman
- no.5 召使いと奴隷の入場 Entrée des vassaux et des esclaves
- no.6 パ・ド・アンサンブル Pas d'ensemble —
a. Valse provençale
b. ピッツィカート—ライモンダのヴァリエーション Pizzicato — Variation de Raymonda
c. コーダCoda
- no.7 招待客の退出 Départ des invitées
- no.8 ラ・ロマネスク La romanesque —
a. 前奏曲 Prélude
b. ロマネスク La romanesque
c. ライモンダのヴァリエーション Une fantaisie - Variation de Raymonda
- no.9 クレメンスとリュートの情景 Scène de Clémence et le luth
- no.10 白い夫人の登場 Apparition de la Dame Blanche
- no.11 Entracte symphonique

#### 第2場 幻影Visions
- no.12 幻想的な夢 Le rêve fantastique
- no.13 ジャン・ド・ブリエンヌの幻の登場 Entrée de la vision de Jeanne de Brienne
- no.14 グラン・パ・ダクシオン Grand Pas d'action —
a. グラン・アダージョ Grand adage
b. 幻想的ワルツ Grande valse fantastique
c. ヴァリエーション Variation
d. ヴァリエーション Variation
e. ライモンダのヴァリエーション Variation de Raymonda （初演の際にプティパによって除外された）
interpolation - Variation pour Mlle. Pierina Legnani （グラズノフの『バレエの情景』作中のワルツを使用）
挿入 - セルゲーエフのヴァリエーション interpolation - Variation pour Sergeyev (fashioned from the Danse des enfants, circa 1941)
f. グラン・コーダ Grand coda
- no.15 Scène dramatique
- no.16 いたずら好きな妖精たちの輪舞 Ronde des follets et des farfadets

#### 第3場 夜明けL'aurore
- no.17 終幕の情景 Scène et final

### 第2幕 愛の庭園Cour d'amour
- no.18 序曲 Ouverture
- no.19 マーチ Marche
- no.20 アブデルラフマンの到着 L'arrivée d'Abderakhman
- no.21 パ・ダクシオン Pas d'action —
a. グラン・アダージョ Grande adage
b. ヴァリエーション Variation
c. ヴァリエーション Variation
d. ライモンダのヴァリエーション Variation de Raymonda
e. グラン・コーダ Grand coda
- グラン・ディヴェルティスマン Grand Divertissement —
no.22 シーン・ミミック Scène mimique
no.23 サラセンの奴隷の踊り Pas des esclaves sarrasins
no.24 アラビアの少年の踊り Pas des garçons arabes
no.25 サラセン人の踊り Danse sarrasine
no.26 スペインの踊り Grand Pas espagnol
no.27 東洋の踊り Danse orientale （初演の際にプティパによって除外された）
no.28 全員によるバッカナール Bacchanale générale
- no.29 ジャン・ド・ブリエンヌとアンドレ2世の到着 L'arrivée de Jeanne de Brienne et André II
- no.30 決闘 Le combat
- no.31 大団円と終曲 Dénouement et final

### 第3幕 結婚の祝典Le festival des noces
- no.32 前奏曲 Entr'acte

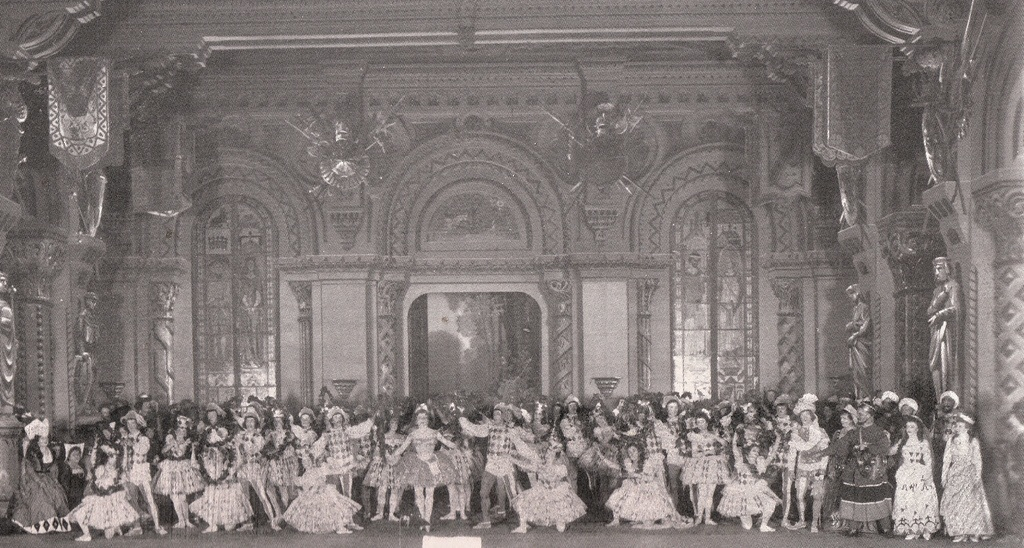
第三幕の祝典（1898年頃）

- no.33 ハンガリー人の行列 Grand cortège hongrois
- no.35 狂想曲(子供たちの踊り) Rapsodie (Danse des enfants)
- no.34 ハンガリーの踊り Palotás (Danse hongrois)
- 挿入 - マズルカ interpolation - Mazurka （グラズノフの『バレエの情景』で用いられた曲を使用）
- no.36 パ・クラシック Pas classique hongrois —
a. アントレ Entrée
b. グラン・アダージョ（パ・ド・ディス） Grand adage (a.k.a. Pas de dix)
c. ヴァリエーション Variation
d. ヴァリエーション Variation
e. 四人の踊り手の踊り Danse pour quatre danseurs
f. ライモンダのヴァリエーション Variation de Raymonda
挿入 - セルゲーエフのヴァリエーションinterpolation - Variation pour Sergeyev (taken from the Act II Pas d'action, circa 1941)
g. グランド・コーダ Grand coda
- no.37 全員によるギャロップ Galop générale
- no.38 アポテオーズ Apothéose

## 主な録音
全曲
- エフゲニー・スヴェトラーノフ指揮 ボリショイ劇場管弦楽団 （1961年 MELODIYA）
- アレクサンドル・アニシモフ指揮 モスクワ交響楽団 （1995年 NAXOS）

抜粋
- ネーメ・ヤルヴィ指揮 スコティッシュ・ナショナル管弦楽団 （1985年 CHANDOS）

組曲
- エフゲニー・ムラヴィンスキー指揮 レニングラード・フィルハーモニー交響楽団 （1969年 MELODIYA）（ムラヴィンスキー自身による組曲化）

## 文献
- Chisnell, Amanda, "Raymonda", International Dictionary of Ballet, vol.2, pp.1182-1184, ISBN 1-55862-158-X